# Каушта
Ка́ушта — деревня в Гатчинском муниципальном округе Ленинградской области.

## История
КАУШТЫ — деревня принадлежит ведомству Красносельской удельной конторы, число жителей по ревизии: 42 м. п., 49 ж. п. (1838 год)

На карте Ф. Ф. Шуберта 1844 года она обозначена как деревня Каешта.

КАУШТО — деревня Красносельской удельной конторы, по просёлочной дороге, число дворов — 13, число душ — 50 м. п. (1856 год)

КАУШТА — деревня удельная при колодце, число дворов — 15, число жителей: 59 м. п., 70 ж. п. (1862 год)

В 1879 году деревня называлась Кавшта и состояла из 20 дворов.

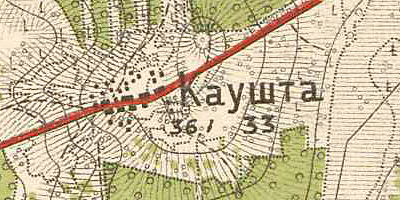
План деревни Каушта, 1913 год

В конце XIX века деревня административно относилась к Лисинской волости 2-го стана Царскосельского уезда Санкт-Петербургской губернии, в начале XX века — 4-го стана.
В 1913 году деревня насчитывала 33 двора.
К 1917 году в деревне осталось 20 крестьянских дворов.
Согласно данным переписи населения СССР 1926 года в деревне Каушта Минского сельсовета Лисинской волости Троцкого уезда проживали 279 человек — русские и одна польская семья.
По данным 1933 года деревня Каушта входила в состав Минского сельсовета Красногвардейского района.

План деревни Каушта. 1939 год

Согласно топографической карте 1939 года деревня насчитывала 46 дворов.
В 1940 году население деревни составляло 427 человек.
C 1 августа 1941 года по 31 декабря 1943 года находилась в оккупации.
В 1958 году население деревни составляло 186 человек.
По данным 1966, 1973 и 1990 годов деревня Каушта также входила в состав Минского сельсовета.
В 1997 году в деревне проживали 42 человека, в 2002 году — 49 человек (русские — 88 %), в 2007 году — 35.

## География
Деревня расположена в восточной части района на автодороге 41А-003 (Кемполово — Выра — Шапки).
Расстояние до административного центра поселения, посёлка городского типа Вырица — 9,5 км.
Расстояние до ближайшей железнодорожной станции Вырица — 8 км.

## Демография
| 1862 | 2007 | 2010 | 2017 |
| ---- | ---- | ---- | ---- |
| 129  | ↘35  | ↗59  | ↘32  |

### Национальный состав
Согласно данным Всероссийской переписи населения 2021 года в деревне проживали 84 человека, из них:
 русские — 81, татары — 1, украинцы — 1, финны — 1 человек.

## Транспорт
От Вырицы до Каушты можно доехать на автобусе № 504А.